# امانيتنممايد

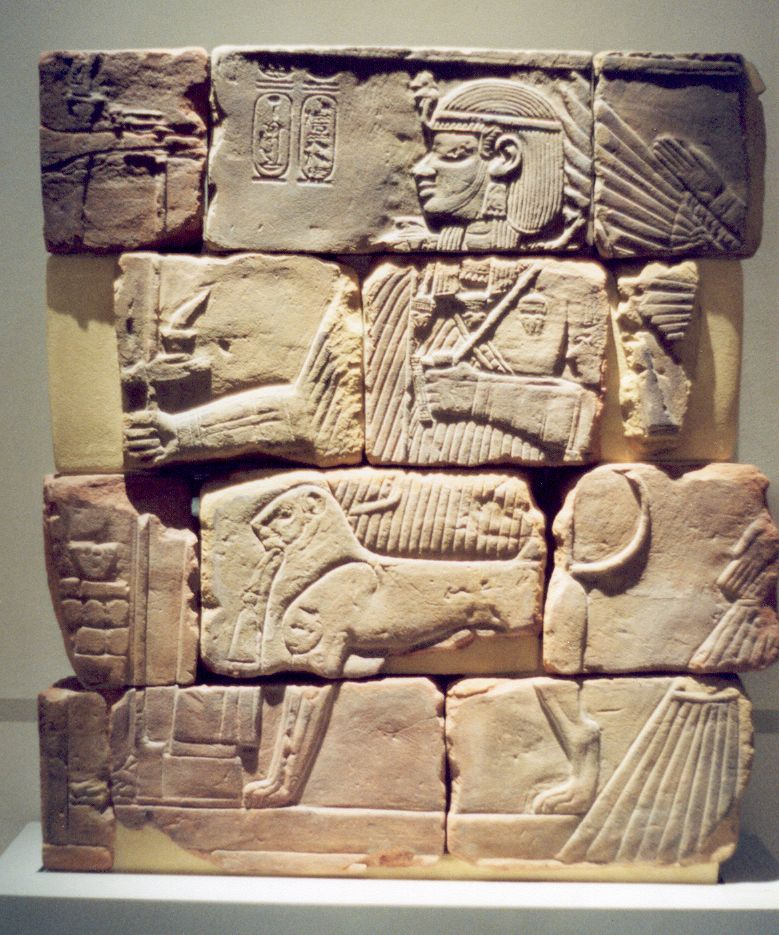
نحت بارز للملك امانيتنممايد من زخارف حائط المعبد المواجه لهرم الملك

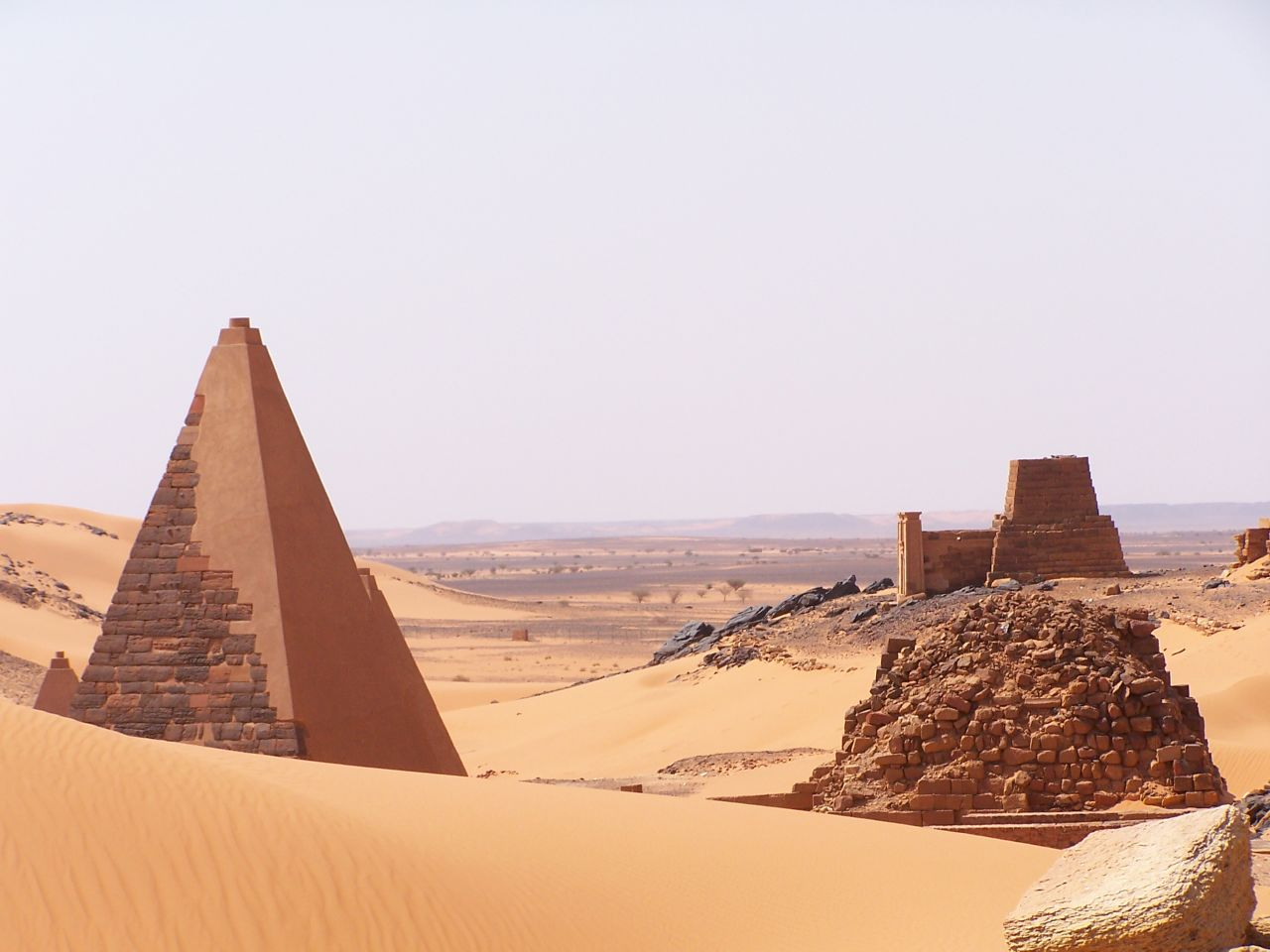
هرم الملك امانيتنممايد الأخير الي اليمين

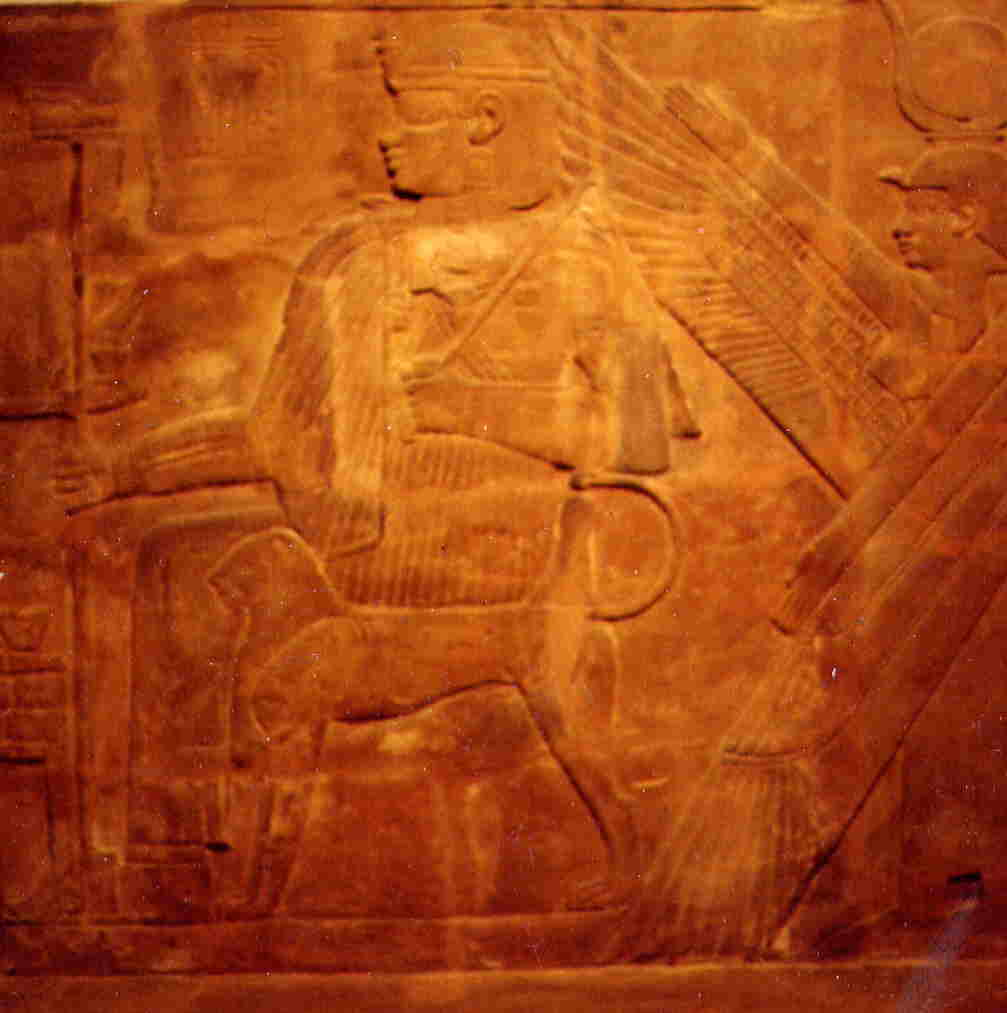
نحت بارز للملك امانيتنممايد من زخارف حائط المعبد

امانيتنممايد أو أماني تنممايد ملك نوبي يتبع للمجموعة الرابعة من ملوك كوش حسب موسوعة كمبريدج لتاريخ أفريقيا للمؤلفين ج.د. فاج ود.أ. اوليفر وكتاب مملكة كوش: الأمبراطورية المروية النبتية للمؤلف ديريك أ.ويلسبي.
كان اسمه الملكي: نبمتر وجد مكتوباً بالهيروغلفية المصرية القديمة في حين نحت اسمه الاصلي باللغة المروية.
لم يعرف عنه شئ سوي من الهرم رقم 17 في البجراوية وهو هرمه الخاص ومدفنه، يقع علي مساحة 8.6 متر × 8.6 متر، ممايجعله اصغر هرم ملكي في مروي، ويوجد مقابل الهرم معبد مزخرف قامت حملة العالم الأمريكي كارل ريتشارد ليبسوس بنسخ كل نقوشه ونقلت أحد الحوائط الي برلين حيث يعرض حتي الآن في متحف برلين الجديد ونقلت حائطاً ثانياً يتكون من ستة قطع الي المتحف البريطاني في لندن.
الجدير بالذكر انه تم العثور في غرفة الدفن في هرم الملك امانيتنممايد علي ثلاث هياكل عظمية، تعود اثنين منهم الي امراءتين في حين يعود الهيكل العظمي الثالث لرجل توفي في العقد الثالث من العمر يحتمل ان يكون للملك نفسه.
وقد تم تحديد تاريخ نظام الملك امانيتنممايد بدليل بسيط إذ ان الإهرامات الصغيرة في الحضارة النوبية بدأت في القرن الميلادي الأول في حقبة مابعد الملك نتكامانى مما يرجح تبعية نظامه لتلك الحقبة.

## مطبوعات
- Inge Hofmann, Beiträge zur meroitischen Chronologie, St. Augustin bei Bonn 1978, p. 139, ISBN 3-921389-80-1
- Laszlo Török, in: Fontes Historiae Nubiorum, Vol. III, Bergen 1998, p. 914-916, ISBN 82-91626-07-3

## مواضيع ذات صلة
- (زخارف المعبد التي نسختها حملة ليبسوس)